# 波崎天結
波崎 天結（はざき あゆ、2000年10月18日 - ）は、日本のグラビアアイドル、タレント。東京都出身。元保育士。早稲田大学人間科学部卒業。NYプロダクション所属。

## 略歴
高校時代は水泳部（シンクロナイズドスイミング）に在籍。早稲田大学人間科学部在学中の大学3年から撮影会のモデルとして活動。2022年から水着撮影モデルとして活動開始。スタイル的に小さい水着を着たほうが胸が大きく見え、スタイルもよく見えるという理由から、小さめの水着を好んでいたこと、笑顔の絶えないキャラクター性もあり、撮影会内で人気モデルとなる。また、この撮影会を通じて事務所にスカウトされアルトに所属。

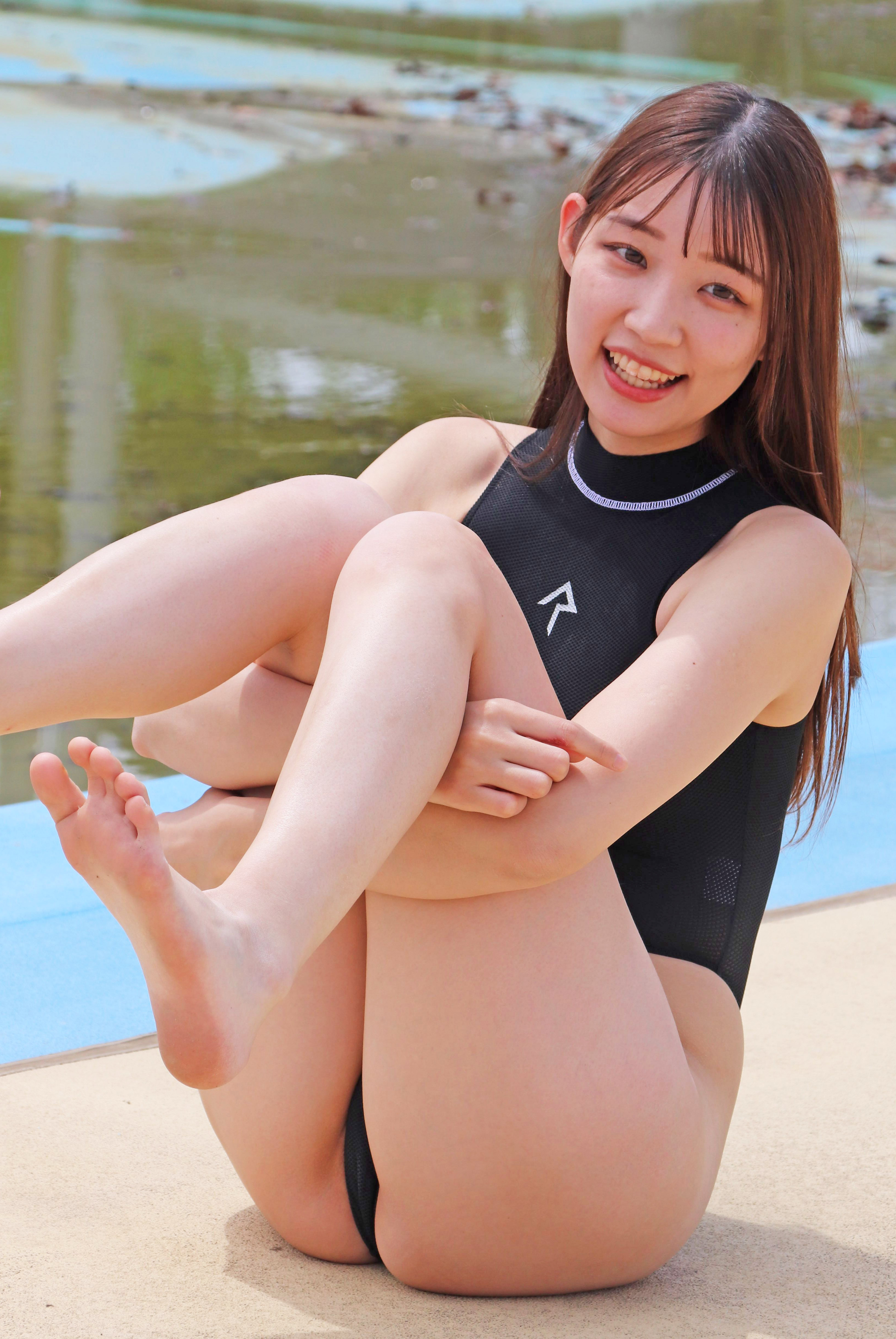
2022年撮影

2023年3月に大学を卒業。在学中に独学で保育士免許を取得。2023年4月に保育士免許を活かし就職したが、両立が難しくなり、悩んだ末に保育士は年老いてからでもできるとの考えから同年6月に退職。1stDVDでの「教育実習生」設定はこの経歴をモチーフにし波崎自身が提案した。
2023年5月26日、初のイメージビデオ『あゆの初恋』（竹書房）を発売。同年9月に『ヤングチャンピオン』（秋田書店）No.19での巻中グラビアで雑誌初掲載。同年10月には『ヤングマガジン』（講談社）No.45では「インテリジェント天使(エンジェル) 」の二つ名で掲載。
また同年10月30日発売の『週刊プレイボーイ』（集英社）創刊57周年企画「NIPPONグラドル57人」にグラビアニュージェネレーションの1人として掲載された。
2024年2月27日には初の写真集となる『あゆむすび』（ワニブックス）を発売。挑戦してみたかった"髪ブラ"を披露している。
2024年9月9日、NEW PIECE所属（業務提携者含む）の斎藤恭代、花咲楓香、林田百加、雪村花鈴、石井優希、小日向結衣、波崎天結、工藤菫の8名で『ヤングキング』（少年画報社）2024年19号の表紙＆巻頭グラビアを担当。
2024年12月2日発売の『週刊プレイボーイ』の企画「DVDメーカーが選ぶ『グラビア・オブ・ザ・イヤー2024』!!」にて、ネクスト・ブレイク賞を受賞した。
2025年2月28日、同日の契約満了をもって所属事務所アルトを退所したことを自身のSNSで報告した。これに伴いフレッシュ撮影会の専属も解除。以降、「真夏の水着祭」などの撮影会にも出演。
同年7月5日、山梨県富士川町で開催の「アニメクラシックス アニソン花火」では「Teamクラ・コス」としてドロンジョ役を担当した。

## 人物
- 当人は人気が出た要因を「健康的な身体とスタイルかなと思います」と分析している[21]。
- 好きなキャラクターはシナモロール[5]。サンリオピューロランドにもよく行っている[21]。
- 3人姉妹の次女[4]。わがままを言うとリモコンが飛んでくるような厳しい父に育てられた。姉、妹は天真爛漫だったが、母と波崎はなるべく怒られないようにと過ごしてきたという[4]。成年してから、母からは「一番言いやすかったからぶつけてしまっていた、ごめん」と謝罪された[22]。
- 2023年9月、注意欠如・多動症(ADHD)であることを公表[23]。私と同じADHDの方であったり、悩みを抱えている人を私の活動を通して笑顔にしたり、笑顔を生むきっかけを作れたらと話す[3]。
- 芸名は芸能活動以前からSNSで使用していた「あゆ」に、苗字は配信でファンと相談して決めた。特に明確な意味や理由はないという[24]。キャッチフレーズは「令和の美脚クイーン」[24]。ツイッターで呼ばれているのを見かけ、自身でも使用している[24]。座右の銘は「疲れたら寝る」[24]。
- 高学歴でありながら水着グラビアを職業に選んだことを批判されることもあるが、「（グラビアアイドルに）偏見の眼が向けられていることも理解している」。「男性から見れば、いろいろな用途、考えがあると思うんです。私はそういうことも考慮した上で、グラビアをやっています」と答えている[22]。グラビアという世界がもっと広がってほしいと思っているものの、2025年時点での「売れるためには露出」という傾向には懸念を示している[22]。

## 作品

### イメージビデオ
- あゆの初恋（2023年5月26日、竹書房）[25][26]
- 恋するハザキさん（2023年8月30日、スパイスビジュアル）[27][28]
- 誘惑日和（2023年12月20日、ラインコミュニケーションズ）[29][30]
- 笑顔の天才（2024年4月23日、エアーコントロール）[31][32]
- S級モデル（2024年7月26日、エスデジタル）[33][34]
- 僕は君に逆らえない（2024年10月22日、エアーコントロール）[35][36]
- 覚醒（2025年1月10日、ラインコミュニケーションズ）[37][38]
- 君と結ばれて（2025年9月24日、スパイスビジュアル）[39]

### 写真集
- あゆむすび（2024年2月27日、ワニブックス、撮影：唐木貴央）ISBN 978-4847085413[40]

### デジタル写真集
- First Love（2023年8月25日、竹書房［Bamboo e-Book］）
- 恋するハザキさん ～Ver.1･2～（2023年11月8日、スパイスビジュアル）
- ヤンマガアザーっす！ <YM2023年45号未公開カット>（2023年12月1日、講談社［ヤンマガデジタル写真集］、撮影：カノウリョウマ）[41]
- Kiss You（2023年12月8日、エー・ビー・エンターテイメント）
- あゆ日記（2024年1月31日、ワニブックス［ワニブックスデジタル写真集］、撮影：唐木貴央）[42]
- あゆの歩み（2024年1月31日、ワニブックス［ワニブックスデジタル写真集］、撮影：唐木貴央）[43]
- 甘ギャルと同居（2024年5月1日、秋田書店［ヤングチャンピオンデジグラ］）
- 誘惑日和（2024年5月10日、ラインコミュニケーションズ［Idol Line］、撮影：八坂悠司）
- ニューピースGIRLS もうビシャビシャ！（2024年10月18日、小学館［週刊ポストデジタル写真集］、撮影：小塚毅之）共演：石井優希、工藤菫、小日向結衣、斎藤恭代、花咲楓香、林田百加、雪村花鈴[44]
- 週刊GIRLS-PEDIA 094（2024年12月1日、KADOKAWA）[45]